# Escut de Sempere
L'escut de Sempere és un símbol representatiu oficial de Sempere, municipi del País Valencià, a la comarca de la Vall d'Albaida. Té el següent blasonament:
| « | Escut truncat. Primer, d'argent, una alzina de sinople arrancada del mateix color, acompanyada d'un os estantolat de sable mirant cap a la sinistra; segon, d'or, quatre pals de gules. Al timbre, corona de marqués. | » |

## Història
L'escut fou aprovat per Decret d'11 de juliol de 1963, publicat al Butlletí Oficial de l'Estat número 190, del 9 d'agost del mateix any, previ dictamen elaborat per la Reial Acadèmia de la Història.
Al primer quarter es representen les armes dels Núnyes, i al segon, les dels Milà d'Aragó, senyors de Sempere.